# Городецкое золотное шитьё
Городе́цкое золо́тное шитьё — русский народный промысел, получивший развитие в городе Городце Нижегородской губернии в XVII веке. Представляет собой вышивку золотыми и серебряными нитями (отсюда и название) по бархату или шёлку. Излюбленные мотивы — цветы-розетки, листья и грозди винограда. В Нижегородской губернии, как и повсюду в России, в XVIII — XIX веках нарядные вышивки украшали праздничную одежду сельских жителей и горожан, предметы бытового обихода — полотенца, скатерти, подзоры. Сегодня старинный промысел сохранился на фабрике с одноимённым названием — «Городецкая золотная вышивка».

## История
Вышивка золотыми и серебряными нитями — древний вид рукоделия. Сведения о золотом шитье датируются II веком до н. э. и относятся к Пергамскому царству (северо-запад Малой Азии). Тогда вышивка называлась атталинской — в честь правителя Аттала, при котором была основана. В дальнейшем вышивка получила распространение у римлян.
В Древнюю Русь изделия с золотым шитьём были завезены из Византии в X веке. Особенно много упоминаний о золотошвейном искусстве относится к XV веку. Изделия этого времени представляли собой различные церковные принадлежности (покрова, плащаницы, завесы и другие), а также иконы, шитые иконостасы, знамёна. Уже в XVIII — XIX веках нарядные вышивки украшали праздничную одежду сельских жителей и горожан, предметы бытового обихода — полотенца, скатерти, подзоры.
К ХVIII веку в России сложилось несколько центров, где процветало и развивалось искусство шитья золотными нитями. На севере — Олонец и Каргополь, на северо-западе — Торопец, Псков и Торжок, в центральной части страны — Арзамас, Лысково и Городец.
В разных губерниях вышивали золотом по своей технологии. Город Городец стал одним из крупных центров золотной вышивки в Нижегородской области. Здесь широкое распространение получила ручная вышивка гладью с приёмами золотного шитья. Мастерицы Городца использовали самую разнообразную технику, их работы отличались богатым орнаментом и безупречным качеством. Предметы одежды с золотной вышивкой бережно хранили и передавали по наследству в качестве приданого.
Во второй половине XIX века стали очень популярны головные уборы с золотным шитьём. Особенно ценились платки и шали из плотного шёлка.
После революции 1917 года городецкий золотной промысел не угас, вышивальщицы стали объединяться в артели. В 1920-е годы в Городце существовало несколько артелей и отдельные мастера, работающие на дому.
В 1928 году была создана городецкая артель «Красный швейник», насчитывающая более 100 человек, а к 1937 году уже 300 человек.
В годы Великой Отечественной войны артель работала для нужд фронта: мастерицы шили солдатское бельё, обмундирование, вышивали гвардейские знамёна.
В 1949 году в Городец приехала Антонина Васильевна Богачёва — выпускница Московского художественно-промышленного училища имени Калинина, сделавшая многое для возрождения в Городце золотного шитья. Артель восстановила своё довоенное производство и получила новое оборудование в виде электрических машин, что позволило увеличить производительность труда вышивальщиц, не снижая качества изделий и их художественных достоинств. На выставках в Москве в 1951-м и в 1952 годах городецкие вышивальщицы были отмечены премиями и дипломами.
В 1960 году производственные артели объединила Городецкая строчевышивальная фабрика. Изделия городецких мастеров находят массового покупателя и получают не только всероссийскую, но и мировую известность. В 1978 году на Городецкой строчевышивальной фабрике благодаря усилиям специалистов Научно-исследовательского института художественной промышленности (НИИХП, Москва) искусство золотной вышивки начало возрождаться. В 1978 году фабрике было присвоено почётное звание «Предприятие высокой культуры». В 1970-е годы промысел расцветал, но ближе к 1990-м пришёл в упадок. Преемником строчевышивальной фабрики стало ООО «Городецкая золотная вышивка», созданное в 2006 году, что стало новым этапом развития традиционного промысла.

## Современность
Золотная вышивка существует в Нижегородской области и сегодня. Изделия с традиционным орнаментом делают на фабрике ООО «Городецкая золотая вышивка». Вышивальщицы сохраняют традиционные орнаменты и методику наложение шва. Для одежды используются современные натуральные ткани: хлопок, лён, шёлк.
В ассортименте предприятия — платки, шарфики и косынки, палантины, вышитые скатерти, шторы, подушки и покрывала, кухонные и столовые принадлежности. Кроме того, мастера создают сувениры с вышивкой ручной работы, в том числе гербы городов и областей, панно с различными сюжетами.
Изделия мастериц «Городецкой золотной вышивки» экспонируются на всероссийских и зарубежных выставках. Произведения городецких вышивальщиц представлены в экспозициях музеев Городца, Нижнего Новгорода, Москвы и Санкт-Петербурга и других городов. Самые старые из вещей историки датируют XVII веком. При фабрике также действует музей.
В начале 2025 года Роман Ватолкин, главный художник театра «Русская песня», член Союза художников России и Союза театральных деятелей РФ, в сотрудничестве с мастерами Городецкой золотной вышивки представил новую коллекцию костюмов, созданную специально для концертных выступлений Надежды Бабкиной и ансамбля «Русская песня».

## Художественные особенности
Первоначально для вышивки использовали нити, содержащие золото и серебро. Самым старым способом изготовления таких волокон заключался в следующем: металл раскалывали молотком до состояния тонких пластин, разрезали на узкие полоски и растягивали до толщины человеческого волоса (волочённые нити). Позднее мастера стали использовать металлическую нить, скрученную на льняную или шёлковую основу (прядёные нити). Сканные нити пряли из двух разноцветных шёлковых нитей или из золотой нити с шёлком. В XIX веке начали использовать позолоченную медную нить.
Излюбленные мотивы золотного шитья — цветы-розетки, листья и грозди винограда, символизирующие богатство и плодородие. Эти орнаменты вышивались по вырезанной из бересты, а позднее из картона «карте», которую перекрывали металлическими нитями, а узоры имели чёткие очертания и рельефные формы. Используя нити различной толщины, мастерицы создают объёмную, выпуклую вышивку.